# Mark Ruskell

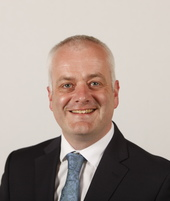
Mark Ruskell

Mark Ruskell ist ein schottischer Politiker und Mitglied der Scottish Green Party.
Erstmals kandidierte Ruskell bei den Schottischen Parlamentswahlen auf der Regionalliste der Region Mid Scotland and Fife bei nationalen Wahlen. Auf Grund des Wahlergebnisses erhielt Ruskell jedoch keinen Sitz im neugeschaffenen Schottischen Parlament. Zu den Britischen Unterhauswahlen 2001 trat er für den Wahlkreis Stirling an, konnte diesen jedoch ebenfalls nicht für sich zu entscheiden. Bei den Schottischen Parlamentswahlen 2003 errang Ruskell schließlich ein Mandat der Wahlregion Mid Scotland and Fife und zog in das Parlament ein. Für einen einzelnen Wahlkreis kandidierte er nicht. Bei den Parlamentswahlen 2007 konnte er sein Mandat nicht verteidigen. Mit seiner Kandidatur bei den Unterhauswahlen 2010 trat Ruskell ein weiteres Mal für den Wahlkreis Stirling an, konnte jedoch nur 1,6 % der gültigen Stimmen auf sich vereinen.